# 田辺勝正
田辺 勝正（たなべ かつまさ、1892年7月15日 - 1973年12月29日）は、日本の農学者、官僚。北海道拓殖短期大学初代学長。北海道拓殖短期大学名誉学長。「田邊勝正」とも表記される。

## 略歴
愛媛県出身。1920年（大正9年）北海道帝国大学農学部卒業。農商務省に入省し、同小作官を務める。1946年農林省農政局農地部長兼東京農地事務局長。1949年同農地局管理部長。1950年農林省を退官。財団法人農政調査会副会長。1951年東京大学経済学部講師。1952年東京教育大学農学部講師。1955年拓殖大学経済学部教授・同大学院経済学研究科教授（農業政策論を担当）。1966年北海道拓殖短期大学学長。1968年北海道拓殖短期大学退任。拓殖大学大学院経済学研究科客員教授。1973年拓殖大学在職中に逝去。1974年拓殖大学名誉教授および北海道拓殖短期大学名誉学長の称号を贈られる。
1939年、農学博士（九州帝国大学）の学位を取得。学位論文の題は「戦後欧洲に於ける土地制度改革史論」。

## 主著
- 『東歐諸國に於ける農制改革』（大日本農會事務所、1924年）
- 『土地制度研究』（松山房、1938年初版・1942年増補改訂版）
- 『日本小作料論』（巌松堂書店、1940年）
- 『現代食糧政策史』（日本週報社、1948年）
- 『ソ連の土地制度と社会主義農業』（理想社、1956年）
- 『現代農地制度論 : 農地制度の混迷と対策』（御茶の水書房、1967年）